# Chowanoc

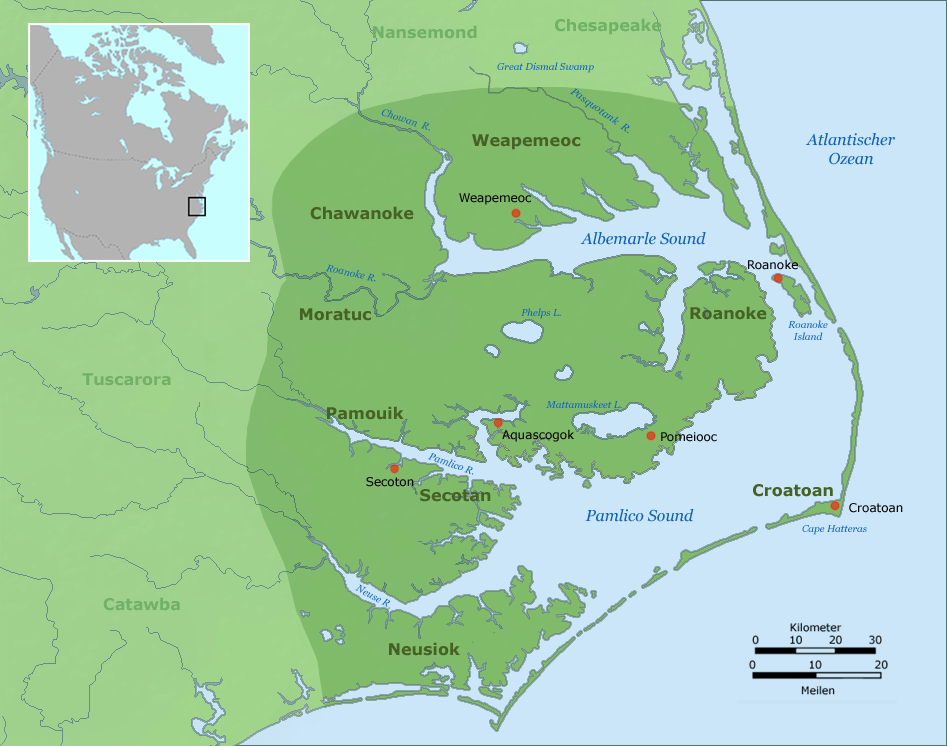

Os Chowanoc ou Chowanoke  foram uma tribo nativa americana de língua Algonquina.
Eram a maior e mais poderosa tribo Algonquina do actual estado da Carolina do Norte, ocupando uma grande parte dos bancos do litoral do rio Chowan, no nordeste do estado, aquando da chegada dos primeiros ingleses por volta de 1585/6.
Ocuparam a sua principal povoação durante 800 anos e existem vestígios de culturas indígenas na área, datadas de 4500 anos a. C..
A tribo foi quase toda extinta no século XVII, devendo-se as mortes principalmente a doenças infecciosas, incluindo uma epidemia de varíola em 1696.
Os sobreviventes misturaram-se com outros grupos étnicos; alguns mudaram-se para o Ohio e Indiana. Os seus descendentes serviram nas United States Colored Troops durante a Guerra Civil Americana. Alguns sobreviventes fundiram-se com a tribo Meherrin e outros com a tribo Pee Dee.